# 大伊萬湖
56°06′57″N 30°04′00″E / 56.11583°N 30.06667°E
大伊萬湖（俄语：Большой Иван），'是俄羅斯的湖泊，位於該國西北部，由普斯科夫州負責管轄，處於涅韋爾區，面積15.4平方公里，平均水深4.2米，最大水深15米。